# Ordre du Mérite de la république de Pologne
Pour les articles homonymes, voir Ordre du Mérite.
L'ordre du Mérite de la république de Pologne (en polonais, Order Zasługi Rzeczypospolitej Polskiej) est une distinction civile et un ordre honorifique polonais destiné à récompenser les mérites civils. Il fut créé le 10 avril 1974 afin de récompenser des personnes ayant rendu de grands service à la Pologne. Les étrangers et les Polonais vivant à l'étranger peuvent aussi en être les récipiendaires.

## Classes et insignes
De 1974 à 1991 l'ordre comportait les classes suivantes :
- 1re classe - Grand cordon de l'ordre du Mérite de la république populaire de Pologne
- 2e classe - Commandeur avec étoile de l'ordre du Mérite de la république populaire de Pologne
- 3e classe - Commandeur de l'ordre du Mérite de la république populaire de Pologne
- 4e classe - Badge d'or de l'ordre du Mérite de la république populaire de Pologne
- 5e classe - Badge d'argent de l'ordre du Mérite de la république populaire de Pologne

Depuis 1992 l'ordre comporte les classes suivantes :
- 1re classe - Grand-croix de l'ordre du Mérite de la république de Pologne
- 2e classe - Commandeur avec étoile de l'ordre du Mérite de la république de Pologne
- 3e classe - Commandeur de l'ordre du Mérite de la république de Pologne
- 4e classe - Officier de l'ordre du Mérite de la république de Pologne
- 5e classe - Chevalier de l'ordre du Mérite de la république de Pologne

## Sources
- (de)/(en) Cet article est partiellement ou en totalité issu des articles intitulés en allemand « Verdienstorden der Republik Polen » (voir la liste des auteurs) et en anglais « Order of Merit of the Republic of Poland » (voir la liste des auteurs).